# باتوس الثالث ملك مملكة قورينائية
باتوس الثالث ملك مملكة قورينائية ، الملقب بالأعرج (باليونانية: Βάττος ο Χωλός )، ولد حوالي عام 580 قبل الميلاد وتوفي حوالي عام 530 قبل الميلاد. كان خامس ملك لمملكة قورينائية (برقة، ليبيا اليوم) وحكم في الأعوام 550 إلى 530 قبل الميلاد، وهو من سلالة باتياد التي حكمت هناك في الأعوام 630 إلى حوالي 430 قبل الميلاد.

## النسب
كان باتوس الثالث الابن والطفل الوحيد للملك أروكسيلاوس الثاني والملكة إريكسو. كان جده لأبيه ثالث ملك لمملكة قورينائية، باتوس الثاني، أما جدته لأبيه فغير معروفة. كانت جدته لأمه الأميرة كريتولا، وكان جده لأمه نبيلًا اسمه غير معروف وقتل على يد ليرخوس (منافس لوالده أروكسيلاوس الثاني) في 550 قبل الميلاد. كان باتوس الثاني و كريتولا أشقاء ووالدهم الملك أركسيلاوس الأول وجدهم لأبيهم باتوس الأول، أول ملك لقورينائية. 

## حياته
لُقّب بالأعرج لعيب خلقي في الساق سبب له بالعرج. أعلن باتوس ملكًا في عام 550 قبل الميلاد من قبل عمه بولياركوس، بعد أن تمكن عمه ووالدته إريكسو من قتل ليرخوس المتمرد، الذي قتل الملك أروكسيلاوس الثاني وحاول أن يصبح ملكًا. خلال فترة حكمه ، أدرك باتوس أن مملكة قورينائية أصبحت دولة غير مستقرة بسبب العلاقات غير المستقرة مع الليبيين ومع الفرعون المصري أحمس الثاني، وكذلك بفعل محاولة ليرخوس إطاحة والده الراحل. حسب المؤرخ هيرودوت فقد زار باتوس الثالث الأوراكل في دلفي للحصول على المشورة حول ما يمكن أن يفعله بشأن المملكة، ونُصح بالذهاب لزيارة مانتينيا في جزيرة أركادية [الإنجليزية] ولقاء رجل القانون المرموق ديموناكس [الإنجليزية] الذي كان يحظى بتقدير السكان هناك، ليساعده في إصلاح دستور قورينائية، وعاد باتوس إلى مملكة قورينائية مع ديموناكس الذي ساعده في إصلاح الدستور. قسم ديموناكس الستوطنين اليونانيين إلى ثلاث مجموعات:
- يونانيين أصلهم من ثيرا (سانتوريني اليوم)
- يونانيين أصلهم من بيلوبونيز وكريت
- يونانيين من باقي الجزر اليونانية

وأسس لهم مجلس شيوخ يمثل أعضاؤه المجموعات الثلاث ويرأسه الملك. حافظ الدستور الجديد على الملكية، ولكنه قلل من سلطات ومسؤوليات الملك الذي ظلت لديه فقط سلطة منح الأراضي للمواطنين صفة الكاهن الكبير المسؤول عن الواجبات الدينية. كما وضع ديمنكوس قوانيين تعاقب المحتالين وإنشاء قوة شرطة مسلحة قوامها 300 جندي تقوم بأعمال الدوريات والحماية. شابه الدستور الجديد في جوانبه الأخرى دستور اسبرطة التي تعتبر لتبعية ثيرا لها المدينة الأم.
من أجل تقوية المملكة في وجه الليبيين وأرستقراطيتهم تحالف باتوس مع الفرعون المصري أحمس الثاني، وعلامة على امتنانه سمح باتوس لأحمس الثاني بالزواج من امرأة يونانية من المملكة، فاختار أحمس الثاني ابنة باتوس لاديس، وتزوج منها في 548 قبل الميلاد. حكم باتوس حتى وفاته عام 530 قبل الميلاد ودفن في مقابر عائلة أبيه. وقد انجب من زوجته الملكة بيريتيما ابنتهما اديس وابنهما أركسيلاوس الثالث الذي خلفه على العرش.[بحاجة لمصدر]